# 白石顕二
白石 顕二（しらいし けんじ、1946年 - 2005年6月22日）は、アフリカ文化研究者。

## 経歴
茨城県出身。東京都立大学法学部卒。映画、音楽、美術、スポーツなどアフリカ文化全般の紹介につとめた。
2005年6月22日、急性心筋梗塞のため死去、59歳。

### 映画
ワガドゥグ全アフリカ映画祭（FESPACO）やカルタゴ映画祭、カイロ国際映画祭などアフリカ各地の映画祭を取材する。その一方、東京アフリカ映画祭の運営に携わり、アフリカの映画人を多数日本へ招いた。

### 音楽
グリオの伝統音楽からターアラブ、ムビラ音楽、ジャズ、レゲエまで論じつつ、マヌ・ディバンゴ、パパ・ウェンバ、アブデル・アジズ・エル・ムバラク、サリフ・ケイタ、トーマス・マプフーモ、ミリマム・マケバなどのミュージシャンを紹介。

### 美術
ジョージ・リランガやジャファリー・アウシなど現代アフリカの美術作品を紹介。

## 主な著書
- 『ザンジバルの娘子軍（からゆきさん）』　冬樹社、1981年。社会思想社〈現代教養文庫〉、1995年
- 『アフリカ音楽の想像力』　勁草書房、1993年
- 『アフリカ映画紀行』　柘植書房新社、2000年（信濃毎日新聞の連載コラムを中心に構成）
- 『アフリカルチャー最前線』　柘植書房新社、2006年

### 主な共著、共編
- 白石顕二・山本富美子編　『ティンガティンガ アフリカン・ポップアートの世界』講談社、1990年
- 白石顕二・山本富美子編　『ジャファリーのアフリカ』　講談社、1992年
- 白石顕二・山本富美子編　『アフリカ・フォイ リランガの宇宙』　講談社、1993年

## 主な訳書
- アレックス・カリニコス・ジョン・ロジャーズ　『南部アフリカの階級闘争』　柘植書房、1980年
- アミルカル・カブラル　『アフリカ革命と文化』　亜紀書房、1980年
- シネマクシオン編　『ブラック・アフリカの映画』　彩流社、1987年

## TV番組
- エンターテイメントニュース　レポーター（NHK-BS）1988年 - 1994年